# کتی بیتس
کاترین دویل «کتی» بیتس (به انگلیسی: Kathleen Doyle "Kathy" Bates) (زاده ۲۸ ژوئن ۱۹۴۸) بازیگر اهل ایالات متحده آمریکا است.

## گزیده فیلم‌شناسی

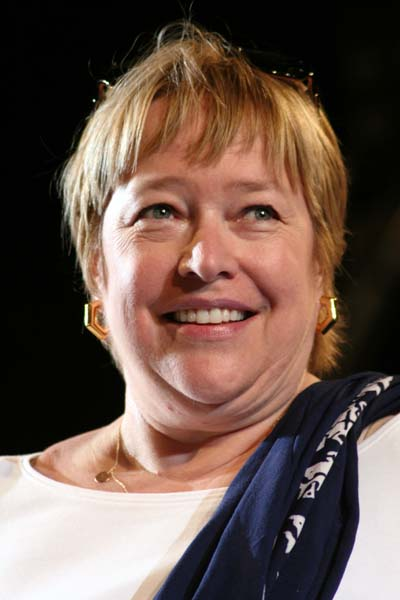
بیتس در ژوئیه ۲۰۰۶

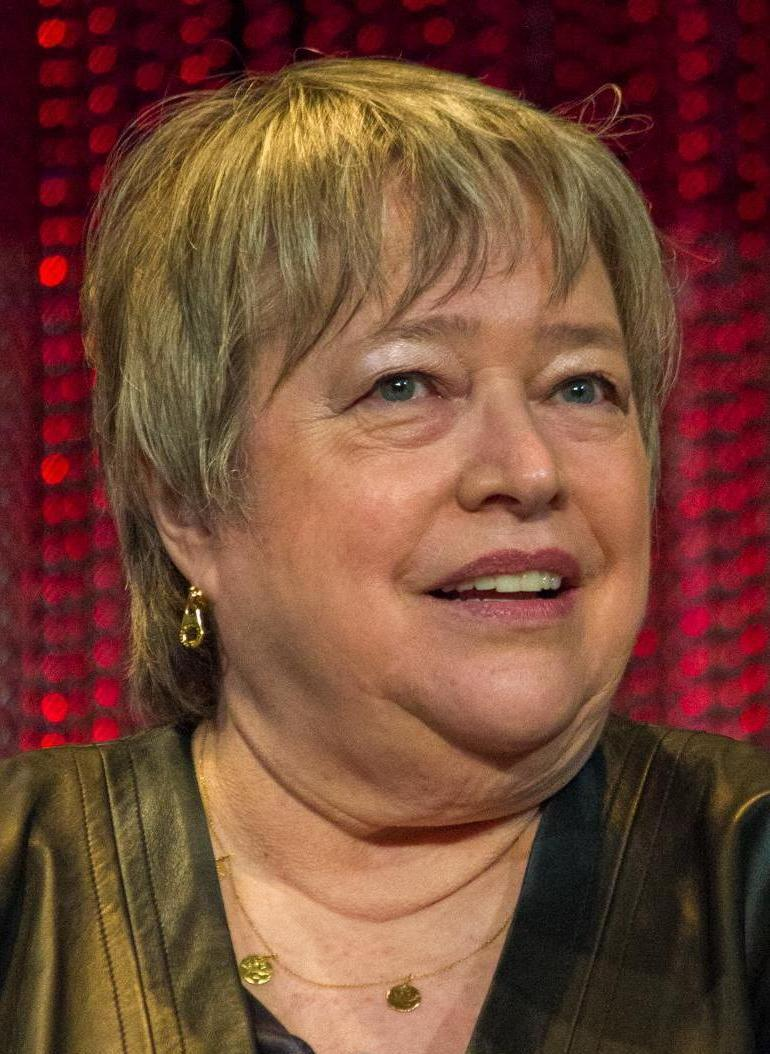

از فیلم‌ها یا برنامه‌های تلویزیونی که وی در آن نقش داشته‌است می‌توان به آثار زیر اشاره کرد.
- فرار از خانه (۱۹۷۱)
- ساعات کار (۱۹۷۸)
- به ۵ و سکه ۱۰ سنتی برگرد (۱۹۸۲)
- دو مدل از یک نوع (۱۹۸۳)
- صبح روز بعد (۱۹۸۶)
- نشانه‌های زندگی (۱۹۸۹)
- دیک تریسی (۱۹۹۰)
- قصر سفید (۱۹۹۰)
- میزری (۱۹۹۰)
- مردان ترک نمی‌کنند (۱۹۹۰)
- سایه‌ها و مه (۱۹۹۱)
- گوجه‌فرنگی‌های سبز سرخ‌شده (۱۹۹۱)
- مقدمه یک بوسه (۱۹۹۲)
- شمال (۱۹۹۴)
- آنگوس (۱۹۹۵)
- دولورس کلیبورن (۱۹۹۵)
- جنگ در خانه (۱۹۹۶)
- شیاطین (۱۹۹۶)
- تایتانیک (۱۹۹۷)
- گرفته شده از دریا (۱۹۹۷)
- رنگ‌های اصلی (۱۹۹۸)
- آبدارچی (۱۹۹۸)
- فعالیت مدنی (۱۹۹۸)
- سگ‌دو (۲۰۰۱)
- قانون‌شکنان آمریکایی (۲۰۰۱)
- سنجاقک (۲۰۰۲)
- درباره اشمیت (۲۰۰۲)
- عاشق لیزا (۲۰۰۲)
- شش فوت زیر زمین (۰۵–۲۰۰۳)
- دور دنیا در ۸۰ روز (۲۰۰۴)
- پل سن لوئیس ری (۲۰۰۴)
- شایعه شده… (۲۰۰۵)
- شکست در اجرا (۲۰۰۶)
- کریستال
- غریبه‌های فامیل (۲۰۰۶)
- تار شارلوت (۲۰۰۶)
- فیلم زنبور (۲۰۰۷)
- فرد کلاوس (۲۰۰۷)
- قطب‌نمای طلایی (۲۰۰۷)
- پی‌نوشت: دوستت دارم (۲۰۰۷)
- تاثیرات شخصی (۲۰۰۸)
- بونویل (۲۰۰۸)
- روزی که دنیا از حرکت ایستاد (۲۰۰۸)
- جاده انقلابی (۲۰۰۸)
- چری (۲۰۰۹)
- نقطه کور (۲۰۰۹)
- روز والنتاین (۲۰۱۰)
- اداره (مجموعه تلویزیونی آمریکایی) (۱۱–۲۰۱۰)
- قلب‌های تقصیرکار (۲۰۱۱)
- تکه‌ای از بهشت (۲۰۱۱)
- نیمه‌شب در پاریس (۲۰۱۱)
- داستان ترسناک آمریکایی: محفل (۱۴–۲۰۱۳)
- تمی (۲۰۱۴)
- وقتی مارنی آنجا بود (۲۰۱۴)
- بویکوایر (۲۰۱۴)
- داستان ترسناک آمریکایی: نمایش عجایب (۱۵–۲۰۱۴)
- داستان ترسناک آمریکایی: هتل (۱۶–۲۰۱۵)
- بابای آمریکایی! (۲۰۱۵)
- گیلی هاپکینز بزرگ (۲۰۱۵)
- رئیس (۲۰۱۶)
- داستان ترسناک آمریکایی: رونوک (۲۰۱۶)
- مرگ و زندگی جان اف. دونوون (۲۰۱۸)
- بر اساس جنسیت (۲۰۱۸)
- مسابقه لب‌خوانی (۲۰۱۸)
- تئوری بیگ بنگ (۲۰۱۸)
- مأموران بزرگراه (۲۰۱۹)
- ریچارد جول (۲۰۱۹)
- خدایا آن‌جایی؟ منم مارگرت (۲۰۲۳)

## بخشی از جوایز و نامزدی‌ها
- نامزد جایزه اسکار بهترین بازیگر نقش اول زن (۲۰۲۰) برای فیلم ریچارد جول
- برنده جایزه اسکار بهترین بازیگر نقش اول زن در شصت و سومین دوره بخاطر فیلم میزری (۱۹۹۰)
- نامزد جایزه اسکار بهترین بازیگر نقش مکمل زن (۱۹۹۸) برای فیلم رنگ‌های اصلی
- نامزد جایزه اسکار بهترین بازیگر نقش مکمل زن (۲۰۰۲)
- جایزه گلدن گلوب بهترین بازیگر زن فیلم درام در چهل و هشتمین دوره بخاطر فیلم میزری (۱۹۹۰)
- نامزد جایزه گلدن گلوب بهترین بازیگر زن فیلم موزیکال یا کمدی چهل و نهمین دوره بخاطر فیلم گوجه‌فرنگی‌های سبز سرخ‌شده (۱۹۹۱)
- پنجاه و چهارمین مراسم گلدن گلوب (۱۹۹۶)
- نامزد پنجاه و ششمین مراسم گلدن گلوب (۱۹۹۸) برای فیلم رنگ‌های اصلی
- نامزد شصتمین مراسم گلدن گلوب (۲۰۰۲)
- سومین مراسم جایزه انجمن بازیگران فیلم (۱۹۹۶)
- نهمین مراسم جایزه انجمن بازیگران فیلم (۲۰۰۲)
- بهترین بازیگر زن مهمان در مجموعه کمدی شصت و چهارمین جوایز امی ساعات پربیننده (۲۰۱۲)
- بهترین بازیگر نقش مکمل زن در مجموعه کوتاه یا فیلم تلویزیونی شصت و ششمین جوایز امی ساعات پربیننده (۲۰۱۴)
- جایزه انجمن بازیگران فیلم برای بهترین بازیگر نقش مکمل زن (۱۹۹۸) برای فیلم رنگ‌های اصلی
- جایزه انجمن بازیگران فیلم برای بهترین بازیگر نقش زن برای سریال کوتاه یا فیلم تلویزیونی (۱۹۹۶)
- کاندیدای بفتای بهترین بازیگر مکمل زن برای فیلم گوجه‌فرنگی‌های سبز سرخ‌شده در سال ۱۹۹۲
- کاندیدای بفتای بهترین بازیگر مکمل زن برای فیلم رنگ‌های اصلی در سال ۱۹۹۸